# قاعدة الشعيبة الجوية
قاعدة الشعيبة الجوية (قاعدة الوحدة الجوية سابقًا قبل 2003) هي مطار عسكري عراقي تابع للقوات الجوية العراقية في محافظة البصرة بالعراق.

## تاريخ

### استخدام سلاح الجو الملكي
أسّسها سلاح الجو الملكي في عام 1920، وسمّاها محطة سلاح الجو الملكي البريطاني، وكانت حينئذٍ مطاراً صغيراً بدائياً في الصحراء يحيط بها مناخ حار رطب. ضمنت معاهدة 1930 الاستخدام البريطاني حتى منتصف الخمسينيات. كان السرب المقيم هو رقم 84 سرب سلاح الجو الملكي البريطاني [الإنجليزية] حتى عام 1940 عندما تولى رقم 244 سرب سلاح الجو الملكي البريطاني [الإنجليزية]. وخلال الحرب العالمية الثانية توسعت القاعدة، إذ اتخذها سرب الطيران الملكي البريطاني رقم 244 موقعاً له في تمرد رشيد علي عام 1941. وأجرى السربان رقم 70 سرب سلاح الجو الملكي البريطاني [الإنجليزية] (ويلينجتون) عمليات من الشعيبة دعماً لسلاح الجو الملكي البريطاني في الحبانية. نُقل 400 رجل في 24 نيسان/أبريل من ذلك العام من الكتيبة الملكية الخاصة بالملك "بواسطة رقم 31 سرب سلاح الجو الملكي البريطاني [الإنجليزية] من الهند عبر الشعيبة إلى سلاح الجو الملكي البريطاني في الحبانية لتعزيز المركبات المدرعة التابعة رقم 1 شركة السيارات المدرعة RAF [الإنجليزية]". كان سلاح الجو الملكي في الشعيبة يسيطر عليه مقر سلاح الجو الملكي البريطاني في العراق (انظر AHQ العراق وبلاد فارس [الإنجليزية]). في وحينئذٍ تواجدت عدة وحدات في الشعيبة. من بينها:
- قائمة وحدات صيانة سلاح الجو الملكي [الإنجليزية] (تشرين الأول/أكتوبر 1942 - آذار/مارس 1945)[4]
- قائمة وحدات صيانة سلاح الجو الملكي رقم 119 وحدة الصيانة RAF (تشرين الأول/أكتوبر 1942 - تموز/يوليو 1945)[4]
- رقم 8 عمود الإمداد والنقل

شارك السرب رقم 5153 التابع فرع إنشاء المطارات سلاح الجو الملكي البريطاني [الإنجليزية] في أعمال البناء في الشعيبة خلال الحرب.
قاد السرب كينيث هوبارد وهو قائد محطة سلاح الجو الملكي البريطاني في الشعيبة في 1951-1953 عندما شاركت المحطة في إجلاء الأفراد البريطانيين من عبدان في بلاد فارس / إيران. حصل على وسام الإمبراطورية البريطانية عام 1953.

### الاستخدام المبكر للقوات الجوية العراقية (1956-1990)
سُلمت قاعدة الشعيبة إلى القوات الجوية العراقية في 1 آذار/مارس 1956، ثم أصبحت قاعدة جوية للقوات الجوية العراقية. بعد ذلك غُير اسمها إلى "الوحدة" أو قاعدة الوحدة الجوية.

## الصف الإيراني
قُصف المطار بواسطة رحلة مكونة من أربع طائرات Mk.82 مجهزة من طراز ماكدونيل دوغلاس إف 4 فانتوم الثانية كجزء من عملية الثأر التي أطلقتها القوات الجوية الإيرانية بعد ساعتين من الغزو العراقي لإيران في عام 1980. وفقًا لمصادر إيرانية، كانت طائرات ميكويان جوريفيتش ميج-25 وبعض الطائرات من طراز ميكويان جوريفيتش ميج-25 متمركزة في هذه القاعدة الجوية. قُصفت القاعدة الجوية مرة أخرى في عملية كامان 99 واسعة النطاق في اليوم الثاني من الحرب.

## عودة الانتشار العراقي
عاد انتشار سلاح الجو العراقي المعدل من طراز داسو فالكون 50 في وقت مبكر من 17 أيار/مايو 1987 من السرب رقم 81 من قاعدة صدام الجوية إلى الوحدة. حُملت هذه الطائرة، التي أطلق عليها العراقيون لقب "سوزانا"، بصاروخين من نوع AM.39 إكزوست كروز في أول رحلة تجريبية / قتالية لها. بعد حلول الظلام مباشرة، أُصدر الأمر "دع الطائر يطير"، مشيرًا إلى أن سوزانا تقلع وتجري طلعة جوية فوق الخليج العربي كجزء من حرب الناقلات. أطلقت فالكون 50 كلا الصاروخين على سفينة مجهولة رصدتها على الرادار وعادت إلى الوحدة. تحولت هذه السفينة إلى Perry frigate Sclass Oliver Hazard USS Stark (FFG-31) المؤدي إلى حادثة يو اس اس ستارك.

### 1991 أم المعارك/حرب الخليج
هاجم تشكيل مختلط من أربعة متسللين من طراز رومان ايه-6 إنترودر في الساعة 4:05 صباحًا في 17 كانون الثاني/يناير 1991 من VA-115 Eagles [الإنجليزية] و VA-185 (البحرية الأمريكية) [الإنجليزية] من USS Midway المطار على ارتفاع 350 قدم (110 م) فوق سطح الأرض. واجهت الطائرة دفاعات مدفعية مضادة للطائرات أثقل من تشكيلات الدخيل الأخرى من ميدواي التي هاجمت مطار أحمد الجابر. نتيجة لاتفاقية AAA في الوحدة، قرر طيارو ميدواي عدم الهجوم من مستوى منخفض في المستقبل.
هاجمت أربع طائرات تورنادو التابعة لسلاح الجو الملكي الوحدة في مساء يوم 17 كانون الثاني/يناير باستخدام موزعات JP233 المضادة للمدارج [الإنجليزية]. بعد الهجوم مباشرة، ضربت ZA392، من طراز GR.1 تورنادو [الإنجليزية] من رقم 617 Sq، بطاقم القائد نايجل إلدسون وملازم الطيران ماكس كوليير، الأرض دون أي ناجين.
أطلق ميدواي الطائرات مرة أخرى لمهاجمة الوحدة في 23 كانون الثاني/يناير في تمام الساعة 10:00 صباحًا. لكن هذه الضربة شملت كلاً من الدخلاء و F / A-18Aإف/إيه-18 هورنت. واجهت القوة الضاربة الخفيفة AAA مع قصف الطائرات للحظائر ومرافق تخزين الذخيرة في القاعدة.
حدث هجوم آخر لسلاح الجو الملكي البريطاني في 31 كانون الثاني/يناير، هذه المرة مع البحرية الأمريكية. بين الساعة 08:35 و 08: 40 بالتوقيت المحلي (17: 35Z-17: 40Z)، هاجم سلاح الجو الملكي البريطاني حظائر الطائرات، على الرغم من عدم إسقاط القنابل على الطائرة الرئيسية. تضمنت حزمة الضربة USN ستة متسللين A-6E، و نورثروب غرومان إي إيه-6 بي براولر، و A-6E SWIP  دخيل من GR.1 تورنادو [الإنجليزية]VA-145 مجهز بـ إيه جي إم-88 هارم وأربع F-14 Tomcats.
هُجرت القاعدة بعد معركة أم المعارك/عملية عاصفة الصحراء[وفقًا لِمَن؟].

### 2003 الغزو الأمريكي البريطاني للعراق
استولت على القاعدة قواتُ التحالف الغازية المحتلة للعراق عام 2003 وجعلوها موقعًا لمستشفى عسكري بريطاني محتل وموقعاً لقاعدة الشعيبة اللوجستية (SLB)، لكن مباني سلاح الجو الملكي البريطاني الأصلية لا تزال قائمة. أثناء تشغيل قاعدة الشعيبة اللوجستية، كانت موطنًا للقوات المحتلة البريطانية والهولندية والتشيكية والدنماركية والنرويجية.
نشرت الوحدات البريطانية التالية هنا في مرحلة ما ضمن عملية تليك:
- مهندسون ملكيون [الإنجليزية] لبناء 1500 رجل لمعسكر ECI.[18]
- 14 سرب طوبوغرافي مستقل، مهندسون ملكيون
- GR.1 تورنادو [الإنجليزية]150 فردًا من فوج النقل RLC (V) على الملحق 1 (GS) Regt RLC [1 فوج rlc] أثناء Op Telic 1
- السلك اللوجستي الملكي [الإنجليزية] على ملحق بكتيبة 2 (دعم وثيق) REME، من 28 شباط/فبراير 2003 حتى 19 آب/أغسطس 2003.[18]
- Tyne Tees فوج - بدوره، فصيلة المشاة الخفيفة والفوج الملكي من Fusiliers ، ثم Green Howards وفوج شرق إنجلترا (Royal Anglian، تحت قيادة OPCON Tyne Tees). تموز/يوليو 2003 - كانون الثاني/يناير 2004 Telic 2 و 3.
- فوج شرق إنجلترا [الإنجليزية] أثناء عملية Telic 1 و 2 و 6 للحفاظ على أمن القاعدة.[18]
- 105th الفوج الملكي المدفعية [الإنجليزية] الملحق بالفوج التاسع عشر المدفعية الملكية أثناء Op Telic 5 ك 13 المقر الرئيسي (HQ) البطارية.[18]
- 200 بطارية، المدفعية الملكية بين أيار/مايو 2004 وشباط/فبراير 2005.[18]
- 210 بطارية، المدفعية الملكية (V) توفر حماية القوة أثناء Telic 4.[18]
- بطارية 220، الفوج 104، المدفعية الملكية 4 بين نيسان/أبريل 2004 وكانون الأول/ديسمبر 2004، وفرت حماية القوة حتى كانون الأول/ديسمبر 2004 عندما تولى RDG زمام الأمور.[18]
- 269 بطارية المدفعية الملكية.[18]
- كتيبة 8 Tpt (8LSR) بين أيار/مايو 2004 وتشرين الثاني/نوفمبر 2004 تتكون من 3 سرب ناقل للدبابات و 5 سرب GT و 13 سربًا من طراز GT (بما في ذلك القوات والأفراد من فوج النقل الاسكتلندي).[18]
- • مفرزة 9 فوج تموين من اذار 2003 حتى مجهول.[18]
- 84 سرب الإمدادات الطبية، RAMC بين آب/أغسطس 2003 وغير معروف. [18]
- 22 مستشفى ميداني.[18]
- الفيلق الطبي بالجيش الملكي البريطاني توفر الوحدة الرائدة للمستشفى الميداني بين نيسان /أبريل 2004 وآب/أغسطس 2004.[18]
- شركة ، الكتيبة الأولى، الفوج الملكي الأيرلندي.[18]
- 202 (ميدلاندز) الميداني (متطوعون) بين أيار/مايو 2003 وتموز/يوليو 2003
- سلاح بيطري بالجيش الملكي.
- في عام 2007 سُلم SLB إلى الجيش العراقي.

كان لعملية تليك مستشفى ميداني فيه قوات نظامية من قاعدتهم في سترينسال خارج يورك وأعضاء من وحدات الاحتياط المتطوعين من جميع أنحاء البلاد. أُرسل مستشفى صغير بسعة 25 سريراً عبر الحدود الكويتية العراقية في الأيام الأولى للحرب واحتلال العراق. أنشئ المستشفى فور وصوله إلى الشعيبة وأصبح جاهزًا لاستقبال المصابين في غضون ست ساعات ونصف الساعة. كل ما تتوقعه في مستشفى حديث كان موجودًا مع قسم الطوارئ والأشعة السينية والمختبرات والمسارح الجراحية × 2 والاتحاد الدولي للاتصالات[مبهم] وجناح المستشفى.
في الواقع، كان المستشفى قائمًا على الخط الأمامي لمنطقة المسؤولية البريطانية وكان المركز الطبي الأقدم في التاريخ الحديث. غالبًا ما يفوت المصابون مراكز المساعدة الفوجية ومراكز التضميد ويذهبون مباشرة إلى المستشفى. عمل الموظفون في المستشفى في نوبات لمدة 12 ساعة دون أيام عطلة حتى بدأ المزيد من الموظفين في الوصول بعد حوالي شهر. استمرت الوحدة المحتلة للمعسكر المكونة من 25 سريراً في العمل على الرغم من بعض قذائف الهاون القريبة، في حين تم شراء عناصر من مستشفى أكبر وتم بناء مستشفى بسعة 200 سرير في النهاية وانتقل الموظفون واستكملوا العمل.
استقبل المستشفى أكثر من 3500 جريح عبر الباب الأمامي، منهم أكثر من 350 حالة إصابات خطيرة، واستقبل المستشفى حوالي 70 حالة رضوض للأطفال. وشملت الإصابات إصابات حادة وجروح ناجمة عن أعيرة نارية وشظايا وحروق خطيرة. كان أيضًا موقع استوديوهات راديو BFBS طوال مدة العملية.

## الاستخدام الحالي
يتخذها الجيش العراقي قاعدة صغيرة.

## أنظر أيضا
- ترتيب معركة تيليك
- قائمة المنشآت العسكرية في المملكة المتحدة المستخدمة أثناء عملية Telic
- قائمة المنشآت العسكرية الأمريكية في العراق

## فهرس
Sturtivant، R؛ Hamlin، J؛ Halley، J (1997). Royal Air Force flying training and support units. UK: Air-Britain (Historians). ISBN:0-85130-252-1.

## روابط خارجية
- سلاح الجو الملكي الشعيبة، العراق.

## ملحوظات
أ.^A-6E Intruders: 1976-1996 تنص على أن SWIP Intruder هي وحدها القادرة على إطلاق HARM، نظرًا لوقوع الضربة بالقرب من الخليج العربي، فمن المحتمل أن تكون من VA-145 على متن السفينة USS Ranger.

### اقتباسات
1. ↑  Barr، James (2018). Lords of the desert. Simon & Schuster. ص. 186. ISBN:9781471139819. مؤرشف من الأصل في 2023-05-14.
2. ↑  Royal Air Force Historical Society Journals, 48, p45. نسخة محفوظة 2023-03-28 على موقع واي باك مشين.
3. ↑  https://www.rafmuseum.org.uk/research/history-of-aviation-timeline/interactive-aviation-timeline/british-military-aviation/1941.aspx نسخة محفوظة 4 مارس 2016 على موقع واي باك مشين.; Royal Air Force Historical Society Journals, 48, p44. نسخة محفوظة 2023-03-28 على موقع واي باك مشين.
4. 1 2  Sturtivant, Hamlin & Halley 1997.
5. ↑  Land of Hope and Glory - Bill Carter. History Press. سبتمبر 2020. ISBN:9780750995900. مؤرشف من الأصل في 2023-05-14.
6. ↑  Dropping Britain's First H-Bomb. Pen and Sword. 31 أكتوبر 2008. ISBN:9781783460649. مؤرشف من الأصل في 2023-05-14.
7. ↑  Tony Fairbairn, ACTION STATIONS OVERSEAS, pg. 165
8. ↑  Cooper، Tom؛ Douglas، C. Dildy (2016). F-15C Eagle vs MiG-23/25: Iraq 1991. Osprey Publishing. ISBN:978-1472812728. مؤرشف من الأصل في 2023-05-14.
9. ↑  "بیست و چهار ساعت نبرد سنگین هوایی/ نگاهی به پاسخ جنگنده‌های ایرانی به تجاوز هوایی عراق". www.tarikhirani.ir. مؤرشف من الأصل في 2013-06-03.
10. ↑  "آشنایی با عملیات البرز (کمان ۹۹)". 6 فبراير 2013. مؤرشف من الأصل في 2023-04-27.
11. 1 2 3  "In 1987, a Secret Iraqi Warplane Struck an American Frigate and Killed 37 Sailors" (بالإنجليزية الأمريكية). 27 Jul 2016. Archived from the original on 2022-12-28. Retrieved 2022-01-17.
12. ↑  Morgan، Rick (2017). Osprey Combat Aircraft 121: A-6 Intruder Units 1974-96. Osprey Publishing. ص. 72.
13. ↑  Pokrant، Marvin (1999). Desert Storm at Sea: What the Navy Really Did. ISBN:9780313310249. مؤرشف من الأصل في 2023-05-14.
14. ↑  Napier، Michael (2021). Osprey Combat Aircraft 138: RAF Tornado Units of Gulf War I. Osprey Publishing.
15. ↑  "Gulf War Chronology: Day 1". 25 سبتمبر 2006. مؤرشف من الأصل في 2006-09-25. اطلع عليه بتاريخ 2021-10-31.
16. ↑  "CVW-5 Action". United States Navy. 24 يناير 1991. ص. 1. مؤرشف من الأصل في 2025-01-23. {{استشهاد بمجلة}}: الاستشهاد ب$1 يطلب |$2= (مساعدة)
17. ↑  Air Power Review. Summer 2016 https://web.archive.org/web/20230404225956/https://www.raf.mod.uk/what-we-do/centre-for-air-and-space-power-studies/documents1/air-power-review-vol-19-no-2-first-gulf-war-25th-anniversary-special/. مؤرشف من الأصل في 2023-04-04. {{استشهاد بدورية محكمة}}: الوسيط |title= غير موجود أو فارغ (مساعدة)
18. 1 2 3 4 5 6 7 8 9 10 11 12 13 14  "Operation Telic: British Forces Deployed". Britain's Small Wars. مؤرشف من الأصل في 2014-08-20. اطلع عليه بتاريخ 2013-11-17.